# Rezerwat przyrody Koziniec
Koziniec – rezerwat przyrody znajdujący się w gminie Solina, w powiecie leskim, w województwie podkarpackim. Leży na wschód od Jeziora Myczkowskiego, powyżej biegnącej wzdłuż jego brzegów szosy, w odległości około 0,5 km od zapory na Jeziorze Myczkowskim. Leży na terenie leśnictwa Orelec (Nadleśnictwo Ustrzyki Dolne).
- numer według rejestru wojewódzkiego – 91
- powierzchnia – 28,76 ha[1] (akt powołujący podawał 28,68 ha[2][4])
- dokument powołujący – Dz. Urz. Woj. Podkarpackiego 04.42.445
- rodzaj rezerwatu – krajobrazowy[1]
- przedmiot ochrony (według aktu powołującego) – fragment zalesionego zbocza góry Koziniec z licznymi odsłonięciami skalnymi oraz stanowiskami rzadkich gatunków roślin i zbiorowisk kserotermicznych[1]

Stwierdzono tu występowanie 205 gatunków roślin, w tym 25 chronionych. Osobliwością rezerwatu jest lepnica gajowa, spotykana głównie w Pieninach. Występują tu także storczyki: buławnik wielkokwiatowy, kruszczyk szerokolistny i siny, listera jajowata oraz gnieźnik leśny. Doliczono się 30 gatunków roślin górskich takich jak: przetacznik górski, kozłek bzowy, żywokost sercowaty, starzec gajowy, starzec Fuchsa, bez koralowy, szałwia lepka, przenęt purpurowy, lepiężnik biały, tojeść gajowa, sałatnica leśna i świerząbek orzęsiony.